# Sarasota
Pour les articles homonymes, voir Sarasota (homonymie).
Sarasota (prononcé en anglais : [ˌsærəˈsoʊtə]) est une ville américaine, siège du comté de Sarasota en Floride. Située sur la côte ouest de l'État, à environ 85 km au sud de Tampa et à une cinquantaine de kilomètres au sud de St. Petersburg, elle compte 53 326 habitants en 2013.

## Histoire
Sarasota est une ville relativement récente. Attirés par les terrains gratuits offerts par le gouvernement fédéral, les premiers pionniers s'installèrent dans la région à la fin des années 1860. Déçus de ne trouver là que quelques bâtiments épars et un simple chemin de sable à travers bois, des colons écossais arrivés en 1885 entreprirent de fonder une communauté et de construire des routes. Après la guerre hispano-américaine, à la fin du XIXe siècle, des soldats en poste dans la région décidèrent de rester sur place, et la population crût de 42 % en l'espace de dix ans.

## Démographie
| 1910 | 1920  | 1930  | 1940   | 1950   | 1960   |
| ---- | ----- | ----- | ------ | ------ | ------ |
| 840  | 2 149 | 8 398 | 11 141 | 18 896 | 34 083 |

| 1970   | 1980   | 1990   | 2000   | 2010   | - |
| ------ | ------ | ------ | ------ | ------ | - |
| 40 237 | 48 868 | 50 961 | 52 715 | 51 917 | - |

## Événements
- 11 septembre 2001 : Le président George W. Bush visitait une école primaire de la ville quand les tours du World Trade Center furent attaquées.
- 20 septembre 2009 : La disparition « volontaire » depuis le 14 janvier, selon la police de Sarasota, du gestionnaire de fonds Arthur Nadel (76 ans), fait craindre à une nouvelle escroquerie concernant les 350 millions de dollars dont il avait la gestion et qui ont aussi disparu[4].

## La ville au cinéma
Le film De grandes espérances (Great Expectations) d'Alfonso Cuarón, sorti en 1998, a été tourné à Sarasota, en partie au Cà d'Zan (en), demeure construite en 1926 par le magnat du cirque John Ringling et sa femme Mable.

## Musées
Classé monument historique, le Cà d'Zan est aujourd'hui propriété de la ville et se visite, de même que le musée Ringling attenant qui regroupe la collection d'art personnelle des Ringling ainsi qu'un musée sur le cirque.
Le Mote Aquarium, département ouvert au public du Mote Marine Laboratory (en), présente la faune aquatique de Sarasota et sa région avec plus de 100 espèces, dont des dauphins, requins, lamantins ou tortues géantes.

## Galerie photographique

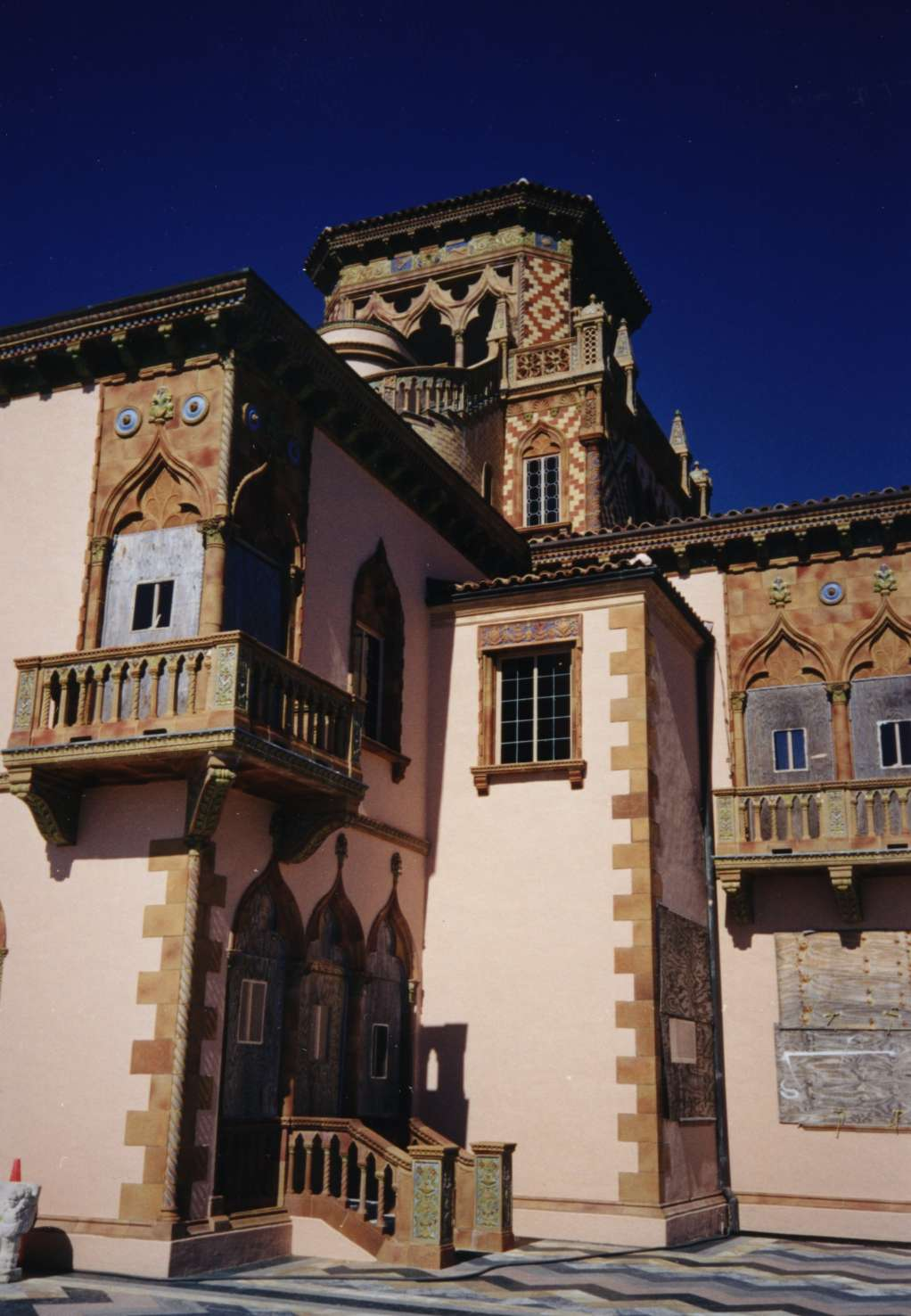
Cà d'Zan.
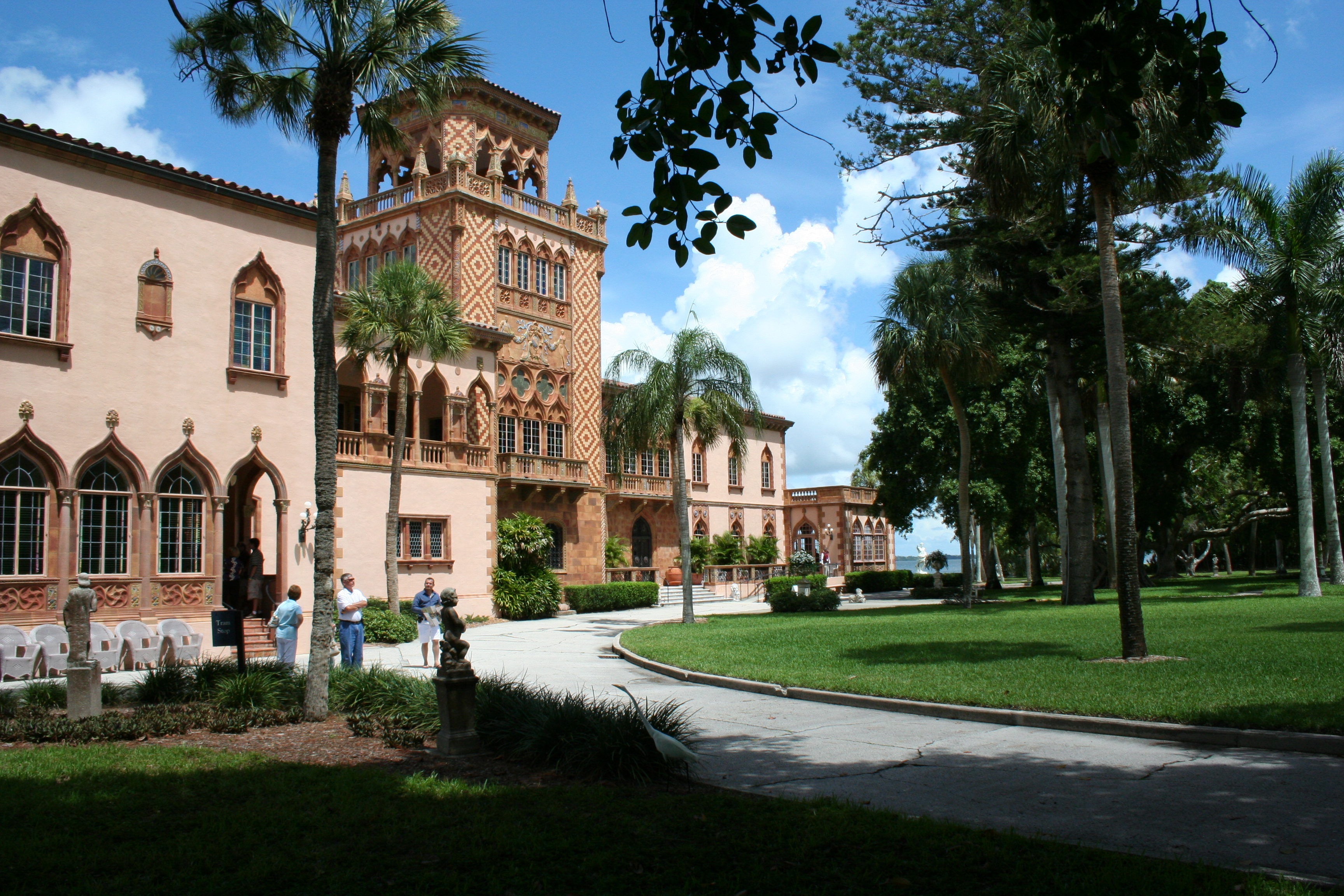
Cà d'Zan, façade principale.
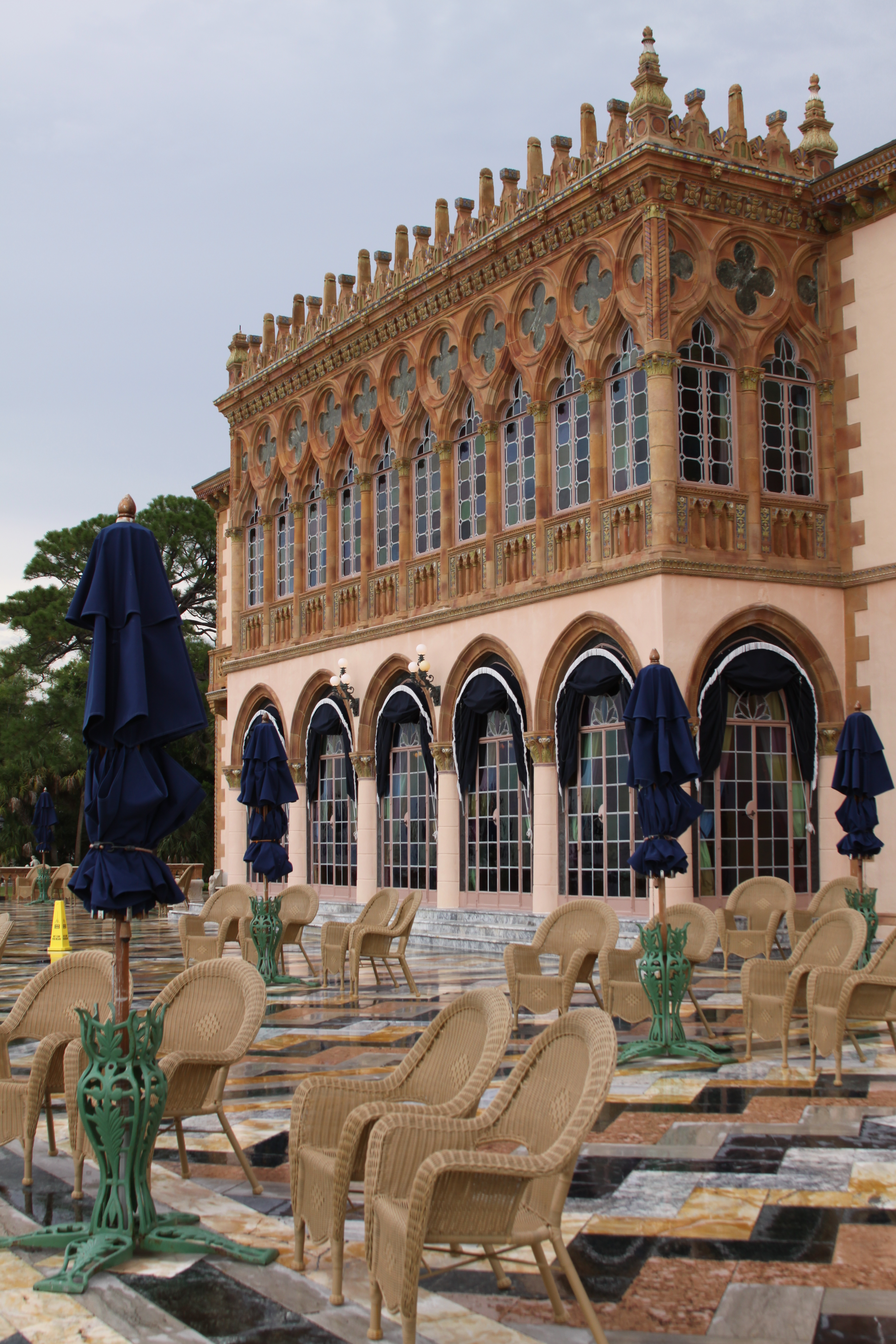
Cà d'Zan, façade côté baie de Sarasota.
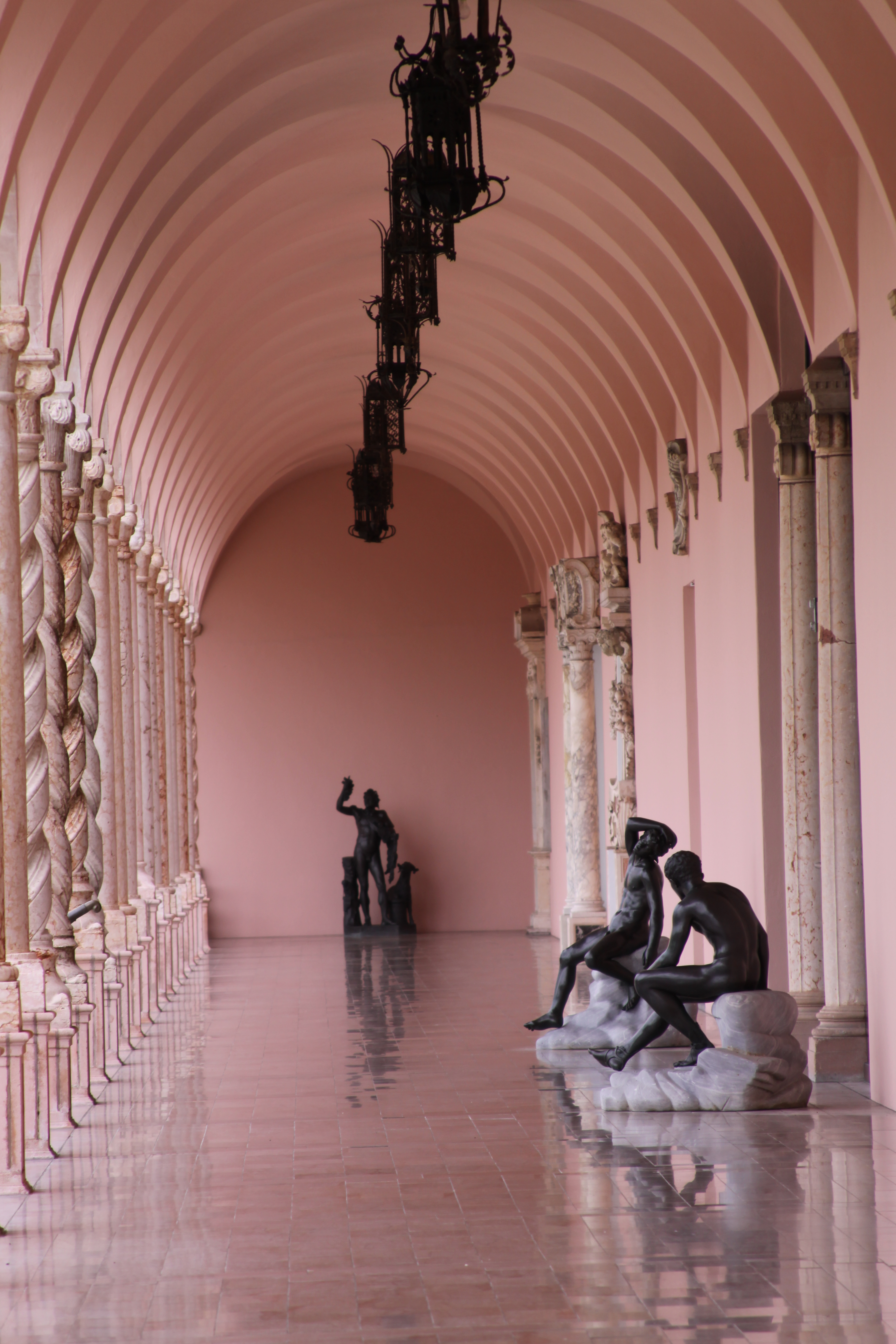
Galerie extérieure du John and Mable Ringling Museum of Art.
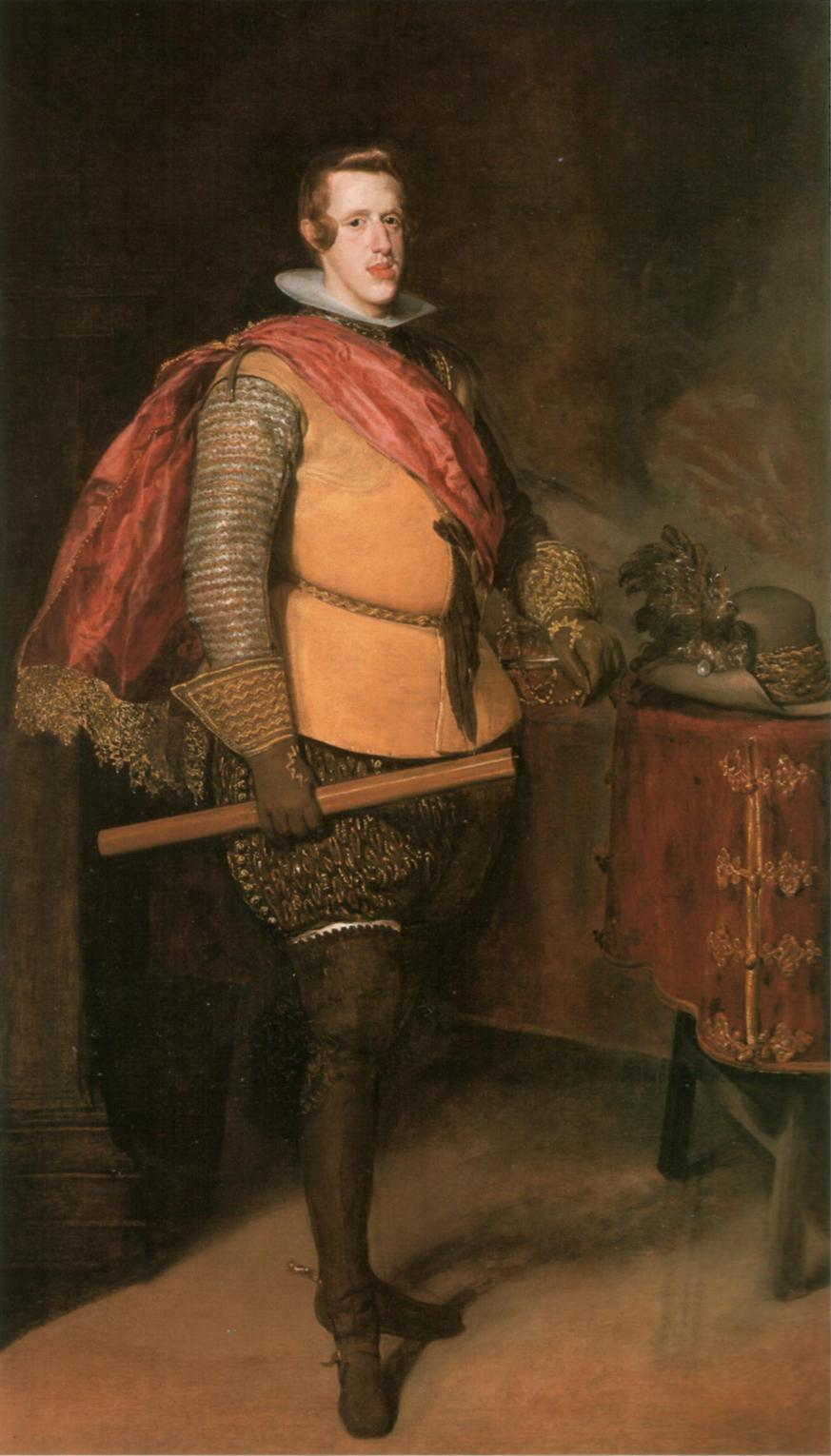
Philippe IV d'Espagne, Diego Vélasquez (1625), musée Ringling.
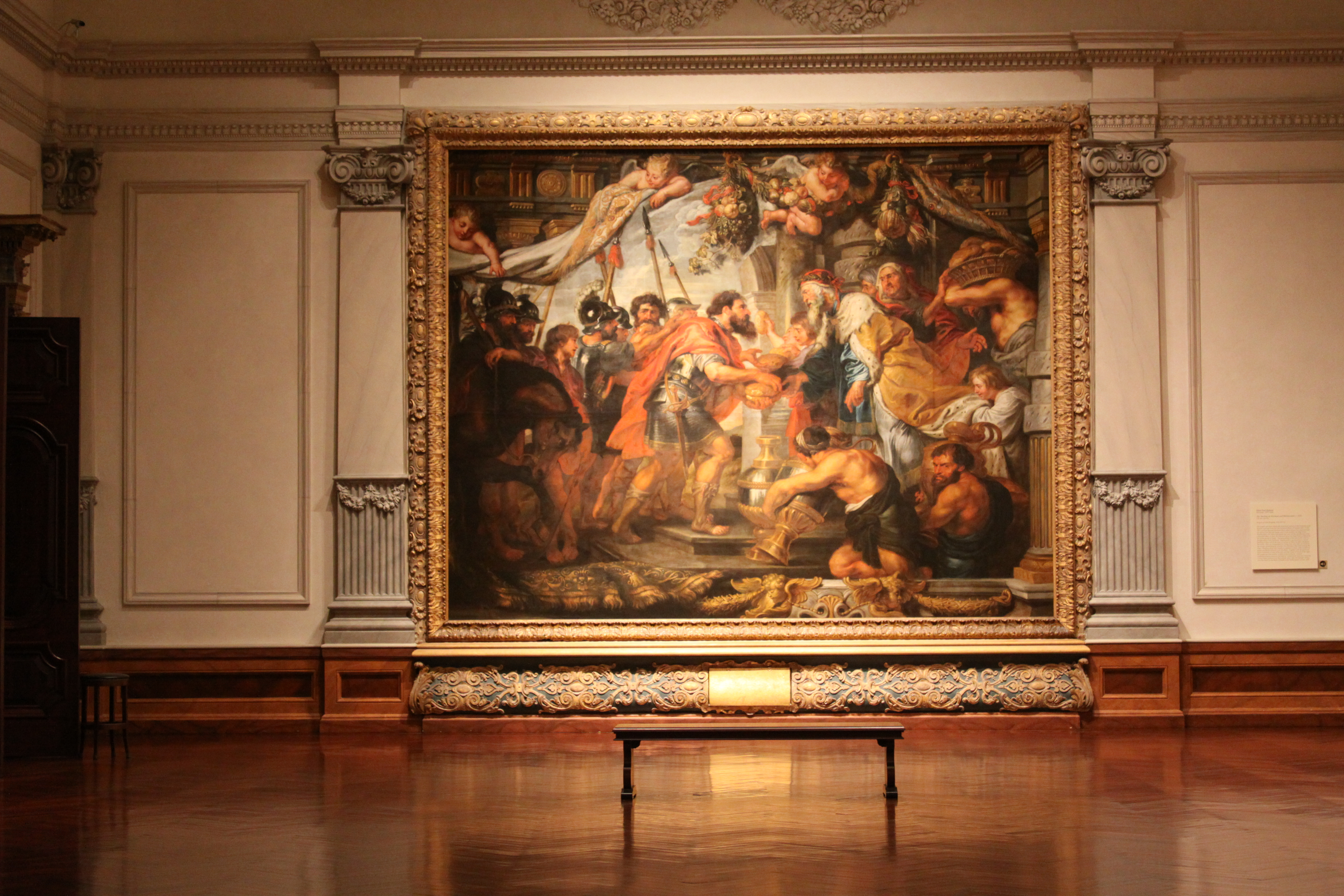
La rencontre d'Abraham et de Melchisédech (ca. 1625), Galerie Rubens, musée Ringling.
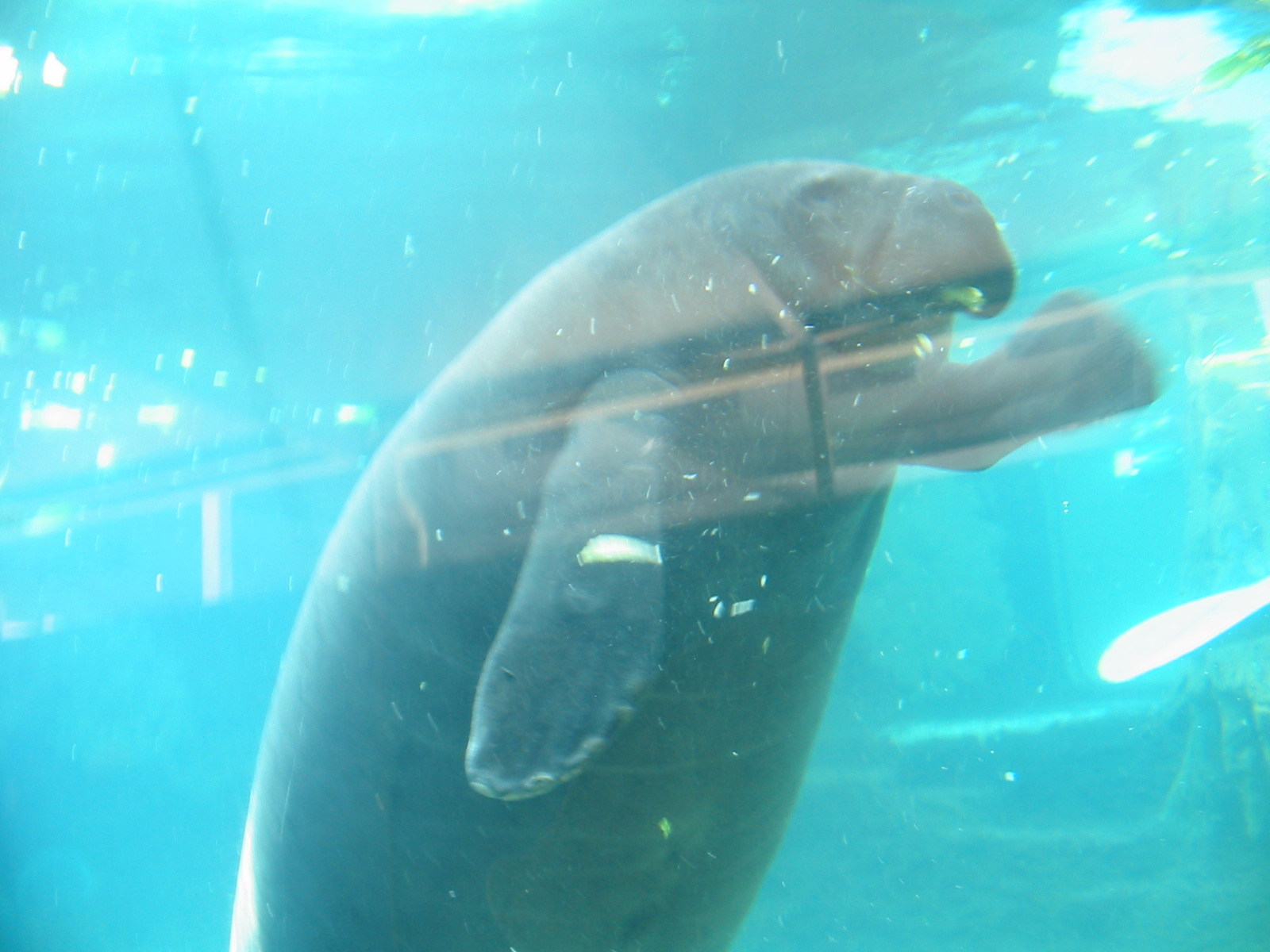
Un lamantin du Mote Aquarium.
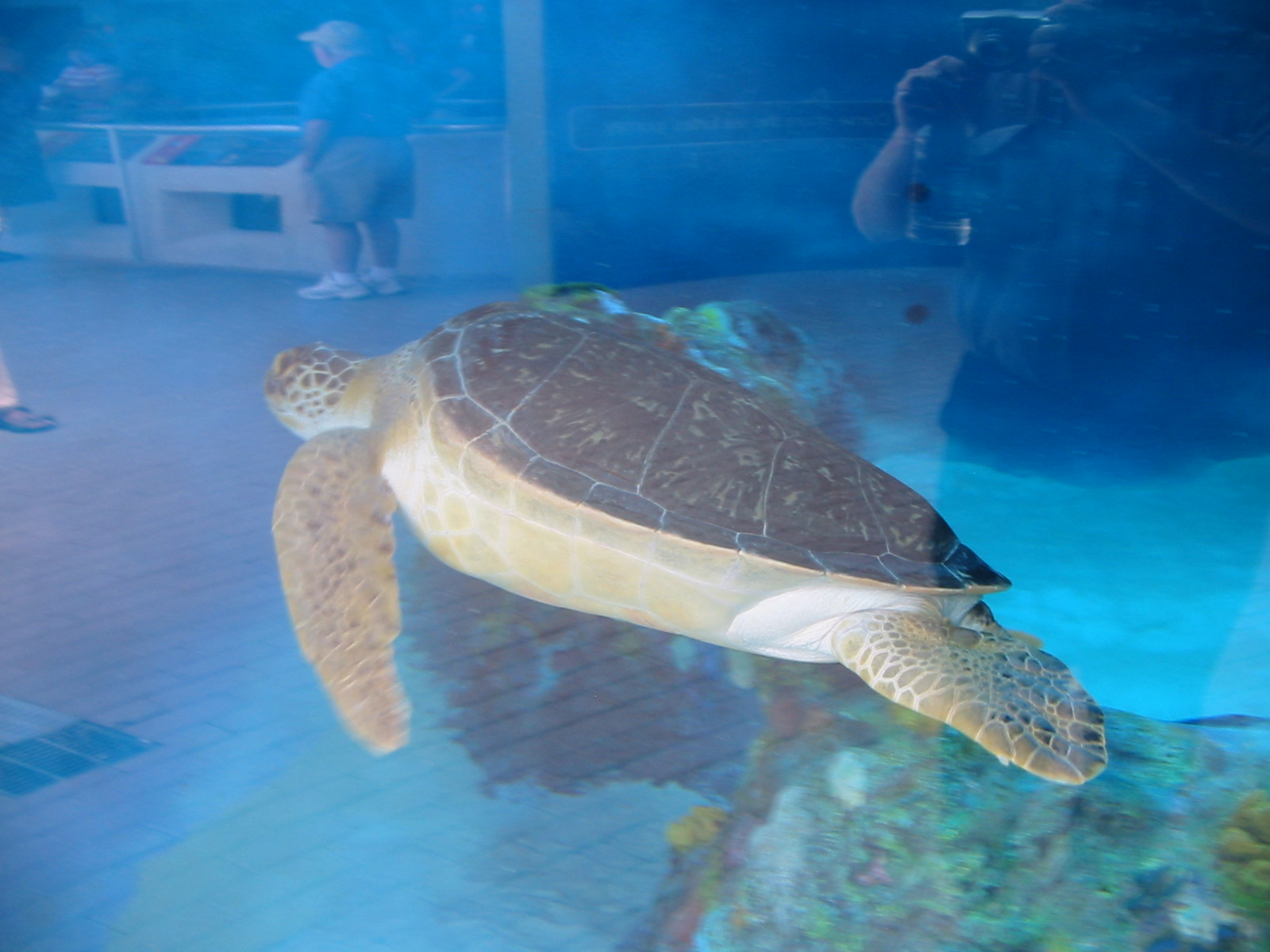
Edgar, une tortue du Mote Aquarium.

## Jumelages
- Dunfermline (Écosse)
- Hamilton (Canada)
- Perpignan (France) depuis le 6 septembre 1995
- Saint-Domingue (République dominicaine)
- Tel Mond (Israël)
- Vladimir (Russie)